# قاعدة هولدين

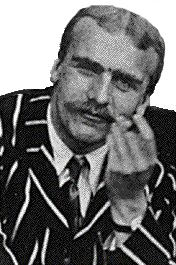
جون هولدين.

قاعدة هولدين هي عبارة عن ملاحظة حول المراحل الأولى من نشوء الأنواع، تمت صياغتها في عام 1922 من قبل عالم الأحياء التطوري البريطاني جون هولدين، وتنص على أنه إذا كان في هجين النوع جنس واحد فقط قصير الحياة أو عقيم، فإن هذا الجنس هو غالباً يكون جنس متغاير الجاميتات. الجنس متغاير الجاميتات هو الذي لديه كروموسومان جنسيان مختلفان؛ على سبيل المثال في الثدييات الوحشية، يكون الذكر.

## نظرة عامة
هولدين بنفسه وصف هذه القاعدة بأنها:
عندما يكون جنس واحد في نسل الأبناء الأول لسلالتين مختلفتين غائب أو نادر أو عقيم، إذاً هذا الجنس هو الجنس متغاير الزايجوت (الجنس متغاير الجاميتات).
قاعدة هولدين تنطبق على الأغلبية العظمى من الكائنات الحية متغايرة الجاميتات. هذا يتضمن الحالة التي يقوم فيها نوعين مختلفين باتصال ثانوي في منطقة تجانس النشأة الجغرافية وتكوين هجائن بعد حدوث تنوع الجنس بتباين الموطن.
القاعدة تتضمن الذكر متغاير الجاميتات (XY أوXO  -نوع تحديد الجنس، مثل المتواجد في الثدييات وذباب الفاكهة (دروسوفيلا)) والأنثى متغايرة الجاميتات (ZW أو Z0 -نوع تحديد الجنس، مثل المتوادة في الطيور والفراشات)، وبعض النباتات ثنائية المسكن مثل نبات الكامبيون (سيلينة عريضة الأوراق).
الخلل الوظيفي للهجين (العقم وقصر الحياة) هو شكل رئيسي من العزل التناسلي بعد التلقيح، الذي يظهر في المراحل المبكرة من الانتواع. ممكن أن ينتج التطور نمط مشابه من العزل في مجموعة واسعة من الكائنات الحية المختلفة. على كل حال، تبقى الآليات الفعلية التي تقود لقاعدة هولدين في التصنيفات المختلفة غير معرفة على نطاق واسع.

### فرضيات
تم تطوير العديد من النظريات المختلفة لمعالجة الآليات التطورية لانتاج قاعدة هولدين. حالياً، التفسير الأشهر لقاعدة هولدين هو الفرضية المركبة، التي تقسم قاعدة هولدين إلى العديد من الأفرع، التي تتضمن العقم وقصر الحياة والذكر متغاير الجاميتات والأنثى متغايرة الجاميتات. تنص الفرضية المركبة على أن قاعدة هولدين في الأفرع المختلفة لها أسباب حدوث مختلفة. من الممكن ألا تكون الآليات الجينية الفردية متبادلة، ومن الممكن أن تعمل هذه الآليات معاً لإحداث قاعدة هولدين في أيٍ من الأفرع. مقارنة بهذه الاراء التي تؤكد الاليات الجينية، يفترض رأي آخر أن ديناميكا الجمهرة خلال تباعد الجمهرة من الممكن أن تحدث قاعدة هولدين.
الفرضيات الجينية الرئيسية:
- السيادة: تتأثر الهجائن متغايرة الجاميتات بكل الأليلات المرتبطة بـ X (سواء كانت متنحية أو سائدة) مسببة حالات عدم توافق ناتجة عن اتصال الأليلات المتباعدة معاً. على كل حال، تتأثر الهجائن متماثلة الجاميتات فقط بالأليلات السائدة الضارة المرتبطة بـ X. ستكون الهجائن متغايرة الجاميتات، التي تحمل نسخة واحدة من الجين المرتبط بـ X المعطى، متأثرة بالطفرات بغض النظر عن السيادة. لذلك حالة عدم التوافق المرتبطة بـ X بين الجمهرة المتباعدة تكون مرجحة الحصول أكثر في الجنس متغاير الجاميتات أكثر من الجنس متشابه الجاميتات.
- الـ «ذكر اسرع»: يعتقد بأن الجينات الذكرية تتطور أسرع نتيجة للانتقاء الجنسي. نتيجة لذلك يصبح العقم الذكري واضح أكثر في تصنيفات متغايرة الجاميتات الذكرية (محددة الجنس بـ XY). تتعارض هذه الفرضية مع قاعدة هولدين في تصنيفات متماثلة الجاميتات الذكرية، التي تكون فيها الإناث متأثرة أكثر بدونية الهجين. تنطبق لذلك فقط على العقم الذكري في التصنيفات المحددة بـ XY، بنائا على النظرية المركبة.
- الدافع الانتصافي: في جمهرات هجينة، تعمل العناصر الوراثية الأنانية على تعطيل خلايا الحيوانات المنوية (مثال: عامل دفع مرتبط بـX يعطل حيوان منوي يحمل Y والعكس صحيح).
- الـ«X اسرع»: من الممكن أن تتطور الجينات الموجودة على الكروموسومات نصفية الزيجوت بشكل أسرع عن طريق تحسين الانتقاء على الأليلات المتنحية المحتملة مما يتسبب بتأثير أضخم في العزل التناسلي.
- الانتقاء التفاضلي: إن حالات عدم التوافق للهجين التي تؤثر على الجنس المتغاير الجاميتات والجنس المتماثل الجاميتات هي آليات عزل مختلفة اختلافاً جوهرياً، مما يجعل الدونية متغايرة الجاميتات (العقم/قصر الحياة) أكثر وضوحاً أو حفظاً في الطبيعة.

تدعم البيانات من مجموعات تطور السلالات نظريات السيادة وكروموسوم X الأسرع. ومع ذلك فقد قيل مؤخراً أن نظرية السيادة لا تستطيع أن تفسر قاعدة هولدين في الجرابيات لأن كلا الجنسين يعانون من حالات عدم التوافق ذاتها بسبب تعطيل X الأبوي في الإناث.
فرضية السيادة هي أساس النظرية المركبة، وقد تم عرض التأثيرات المتنحية/السائدة المتصلة بـ X في العديد من الحالات على أنها مسببة لحالات عدم التوافق للهجين. هناك أيضاً دليل داعم لكلا فرضية الذكر أسرع وفرضية الدافع الانتصافي. على سبيل المثال، هناك اختزال بارز لتدفق الجينات التي تحركها الذكور ملاحظ في الفيلة الآسيوية، مما يشير إلى تطور أسرع لصفات الذكور.
على الرغم من أن القاعدة قد تم ذكرها في البداية في سياق الكائنات ثنائية الصبغيات مع تحديد الجنس الكروموسومي، فقد قيل مؤخراً أنه من الممكن  توسيعها لتشمل أنواع معينة تفتقر إلى تحديد الجنس الكروموسومي، مثل مفرد الصبغيات مزدوجها والخنثى.

#### استثناءات
هناك استثناءات ملاحظة لقاعدة هولدين، حيث يتبين أن الجنس متماثل الجاميتات قصير الحياة بينما يكون الجنس متغاير الجاميتات قابل للحياة وخصب. نرى هذا في ذباب الفاكهة (دروسوفيلا).